# Fréterive
Fréterive är en kommun i departementet Savoie i regionen Auvergne-Rhône-Alpes i sydöstra Frankrike. Kommunen ligger i kantonen Saint-Pierre-d'Albigny som tillhör arrondissementet Chambéry. År 2022 hade Fréterive 632 invånare.

## Befolkningsutveckling
Antalet invånare i kommunen Fréterive
| Referens: INSEE |